# Armin Petras
Armin Petras (* 1964 in Meschede, Sauerland) ist ein deutscher Intendant, Theaterregisseur und Dramatiker, der sowohl unter seinem Namen als auch unter dem Pseudonym Fritz Kater Theaterstücke und Adaptionen schreibt.

## Leben
Armin Petras’ Vater war der promovierte Mikrobiologe Ehrenfried Petras, der am Institut für Aerobiologie im sauerländischen Schmallenberg-Grafschaft mit Höhenraketen zu den Überlebenschancen von Bakterien unter Weltraumbedingungen forschte. Als der Vater als Agent des Ministeriums für Staatssicherheit enttarnt zu werden drohte, siedelte die Familie im November 1968 in die DDR über, wo die Ehe der Eltern in die Brüche ging. Anschließend wuchs Armin Petras in Ost-Berlin auf. Während des Wehrdienstes in der Nationalen Volksarmee (NVA) inszenierte er ein pazifistisches Stück und wurde zur Bewährung in die Produktion im Petrolchemischen Kombinat in Schwedt versetzt. Von 1985 bis 1987 studierte er Regie an der Hochschule für Schauspielkunst „Ernst Busch“ Berlin, währenddessen war er am freien Theater Medea Ost tätig. Von Friedo Solter gefördert, inszenierte Petras 1987 am Theater Nordhausen die Uraufführung von Heiner Müllers Wolokolamsker Chaussee I–III. Da seine Frau in West-Berlin lebte, stellte er einen Antrag auf Familienzusammenführung. Als diesem stattgegeben wurde, siedelte Petras im April 1988 aus der DDR nach West-Berlin über. Das Studium brach er ab.
Danach arbeitete er als Regieassistent am Frankfurter TAT und an den Münchner Kammerspielen. Er wurde 1992 Regisseur in Frankfurt (Oder), wechselte 1994 nach Chemnitz, wo er unter anderem mit Rio Reiser arbeitete. Ab 1996 war Petras fester Regisseur am Schauspiel Leipzig sowie von 1996 bis 1999 Oberspielleiter am Theater Nordhausen. Anschließend holte ihn Christoph Nix als Schauspieldirektor an das Staatstheater Kassel.
Petras ging 2002 als fester Hausregisseur und Kurator der Schmidtstraße12 ans Schauspiel Frankfurt, inszenierte aber stets auch an anderen Theatern (darunter an der Volksbühne Berlin, am Nationaltheater Mannheim, am Schauspiel Hannover und am Bayerischen Staatsschauspiel in München). Von zentraler Bedeutung waren dabei die Uraufführungen seiner eigenen Stücke, die u. a. am Deutschen Theater Berlin, am Thalia Theater in Hamburg und am Schauspiel Leipzig herauskamen. 2003 und 2004 wurde Armin Petras (Fritz Kater) für seine Stücke zeit zu lieben zeit zu sterben und we are camera / jasonmaterial von der Fachzeitschrift Theater heute zum „Autor des Jahres“ ernannt. Die Uraufführungen beider Stücke in seiner Regie wurden zum Berliner Theatertreffen eingeladen, ebenso Petras’ Inszenierung Gertrud nach Einar Schleef.
Von 2006 bis 2013 war Armin Petras Intendant des Berliner Maxim-Gorki-Theaters. 2007 eröffnete er in Moskau mit einem Gastspiel seines Ensembles die freie „Joseph-Beuys-Bühne“, gezeigt wurde Juri Klawdiews Gehen wir, der Wagen wartet. Petras adaptierte am Gorki-Theater u. a. Fatih Akıns Spielfilm Gegen die Wand als Schauspiel und in Kooperation mit dem Schauspiel Leipzig Clemens Meyers Erfolgsroman Als wir träumten sowie den Science-Fiction-Roman Ich werde hier sein im Sonnenschein und im Schatten von Christian Kracht. Armin Petras machte das Maxim Gorki Theater zu einem Ort streitbarer politischer Auseinandersetzung. In den sieben Jahren seiner Intendanz brachte das Theater über 200 Neuinszenierungen heraus.
Von 2013 bis 2018 war Armin Petras Schauspielintendant des Staatstheaters Stuttgart; 2014 wurde er Mitglied der Deutschen Akademie der Darstellenden Künste. Trotz einer bereits ausgehandelten Verlängerung seines Vertrags bis 2021 entschied sich Petras im November 2016, seine Intendanz am Schauspiel Stuttgart doch schon 2018 zu beenden – „aus persönlichen und familiären Gründen“. Ab 2018 war er Hausautor und Hausregisseur am Theater Bremen, ab 2020 am Staatstheater Cottbus. Zur Spielzeit 2022/23 übernahm er gemeinsam mit Franziska Benack und Philipp Rosendahl die Schauspieldirektion am Staatstheater Cottbus.
Petras lebt in Berlin.

## Werke

### Theaterstücke unter dem Autorennamen Armin Petras (Auswahl)
- Alkestis, mon amour (nach Euripides). Uraufführung am 18. September 2004, Schauspiel Leipzig
- Das Versprechen (nach Friedrich Dürrenmatt), Bühnenfassung von Armin Petras, Uraufführung am 17. September 2005, Thalia Theater, Hamburg
- Der Prinz von Homburg (nach Heinrich von Kleist), Bühnenfassung von Armin Petras, Uraufführung am 28. Januar 2007, Maxim Gorki Theater, Berlin
- Der Schimmelreiter (nach Theodor Storm), Premiere am 13. Oktober 2007, Maxim Gorki Theater, Berlin
- Anna Karenina (nach Lew Tolstoi), Erstaufführung: Ruhrfestspiele / Maxim Gorki Theater, Mai 2008
- Herakles-Trilogie (nach Euripides und Sophokles): Herakles Tod, Alkestis, mon amour, Herakles Kinder. Uraufführung am 15. April 2010 Theater Basel
- Die Blechtrommel (nach Günter Grass), Uraufführung am 8. September 2010, Ruhrtriennale Bochum
- Die Wohlgesinnten (nach Jonathan Littell), Uraufführung am 24. September 2011, Maxim Gorki Theater, Berlin
- als wir schrien oder die gladow bande gangster leben wahrheitsgetreu erzählt von herrn diamanten sohni papke, Uraufführung am 15. März 2013, Maxim Gorki Theater, Berlin[15]

### Theaterstücke unter dem Autorennamen Fritz Kater (Auswahl)
- Ejakulat aus Stacheldraht II, Uraufführung am Kleist-Theater Frankfurt/Oder, Probebühne, Koproduktion Kleist-Theater/Medea Company, Berlin, 31. Oktober 1993
- Krieg, böse III (Sarajevo), Uraufführung am Kleist-Theater Frankfurt/Oder, Probebühne, 28. Oktober 1994
- Bloß, weil dich irgendein Typo mit Sperma bedeckte und dich dann zurückwies oder Meine kleine Wolokolamsker Chaussee, Uraufführung am 7. Dezember 1996, Theater Nordhausen
- Keiner weiß mehr 2 oder Martin Kippenberger ist nicht tot, Uraufführung am 16. Januar 1998, Theater Nordhausen
- Fight City. Vineta, Uraufführung an den Freien Kammerspielen Magdeburg/Schauspiel Leipzig, 18. Mai 2001, eingeladen zu den 27. Mühlheimer Theatertagen 2002 und zum Heidelberger Stückemarkt 2002
- zeit zu lieben zeit zu sterben, Uraufführung am 19. September 2002, Thalia Theater, Hamburg. Eingeladen zum Berliner Theatertreffen 2003
- Sterne über Mansfeld, Uraufführung am 15. Februar 2003, Schauspiel Leipzig
- We are camera/jasonmaterial, Uraufführung am 6. Dezember 2003, Thalia Theater, Hamburg. Eingeladen zum Berliner Theatertreffen 2004
- 3 von 5 Millionen, (nach Leonhard Frank), Uraufführung am 15. Januar 2005, Deutsches Theater Berlin,
- Abalon. One nite in Bangkok, Uraufführung am 8. Januar 2006, Schauspiel Frankfurt
- Tanzen!, Uraufführung am 22. September 2006, steirischer herbst, Graz
- Heaven (zu tristan), Uraufführung am 12. September 2007, Schauspiel Frankfurt.
- We are blood Uraufführung am 5. Mai 2010, Maxim Gorki Theater, Berlin.
- Buch [5 ingredientes de la vida]. Uraufführung am 10. April 2015, Münchner Kammerspiele[16]
- I’m searching for I:N:R:I (eine kriegsfuge). Uraufführung am 11. März 2016, Schauspiel, Staatstheater Stuttgart.[17]
- Love You, Dragonfly. Sechs Versuche zur Sprache des Glaubens. Uraufführung am 7. Oktober 2016, Theater Bonn
- heiner 1 – 4 (engel fliegend, abgelauscht). Uraufführung am 26. Januar 2019, Berliner Ensemble
- come as you are (jokastematerial oder der kapitalismus wird nicht siegen), 2020, frei zur Uraufführung
- düsterer spatz am meer / hybrid (america). Uraufführung am 26. September 2020, Theater Bremen
- Milchwald. Uraufführung am 25. September 2021, Theater Bremen

### Inszenierungen, Theater (Auswahl)
- Die Bande, (Uraufführung) nach der gleichnamigen Erzählung von Einar Schleef, Schauspiel Leipzig 2001
- Zigaretten, (Uraufführung) nach der gleichnamigen Erzählung von Einar Schleef, für die Bühne eingerichtet von Armin Petras, Nationaltheater Mannheim 2003
- 3 von 5 Millionen von Fritz Kater, Uraufführung am 15. Januar 2005, Deutsches Theater, Berlin
- In seiner frühen Kindheit ein Garten von Christoph Hein, für die Bühne eingerichtet von Jens Gross, Maxim Gorki Theater Berlin, 2007
- Gertrud nach dem gleichnamigen Roman von Einar Schleef, für die Bühne eingerichtet von Jens Groß, schauspielfrankfurt 2007, 2008 zum Berliner Theatertreffen eingeladen
- Zwei arme Polnisch sprechende Rumänen von Dorota Masłowska, Premiere: 6. Juni 2008, Wiener Festwochen
- Rummelplatz von Werner Bräunig, für die Bühne bearbeitet von Armin Petras, Uraufführung am 2. Januar 2009 am Maxim Gorki Theater, Berlin
- Der Besuch der alten Dame von Friedrich Dürrenmatt in einer Bearbeitung von Armin Petras, Koproduktion zwischen dem Staatsschauspiel Dresden und dem Maxim Gorki Theater Berlin, Premiere am 12. Dezember 2009 in Dresden
- Ein Mond für die Beladenen von Eugene O’Neill, Premiere am 2. Juni 2010 am Schauspielhaus Bochum
- we are blood von Fritz Kater, Uraufführung am 5. Mai 2010, Maxim Gorki Theater, Berlin
- Früchte des Zorns von John Steinbeck, Uraufführung am 18. Dezember 2010, Maxim Gorki Theater, Berlin
- Droge Faust nach Einar Schleefs Droge Faust Parsifal und Johann Wolfgang von Goethes Faust, Premiere am 31. März 2011, Koproduktion des Centraltheater Leipzig und des Maxim Gorki Theaters Berlin
- Bahnwärter Thiel (nach einer Novelle von Gerhart Hauptmann), Premiere am 17. November 2012, Maxim Gorki Theater Berlin
- Das kalte Herz, Wilhelm Hauff, Premiere: 22. Februar 2014, Schauspiel Stuttgart
- Pfisters Mühle nach dem Roman von Wilhelm Raabe, Theaterfassung von Armin Petras, Premiere am 15. November 2014, Schauspiel Stuttgart
- Der geteilte Himmel von Christa Wolf, Bühnenfassung von Armin Petras, Premiere am 13. Januar 2015, Schaubühne am Lehniner Platz, Berlin
- Eines langen Tages Reise in die Nacht von Eugene O’Neill, Premiere am 18. Februar 2017, Schauspiel Stuttgart
- 1984 nach dem Roman von George Orwell, Bühnenfassung von Armin Petras, Premiere am 12. Mai 2018, Düsseldorfer Schauspielhaus
- Mutter Courage und ihre Kinder von Bertolt Brecht, Premiere am 27. September 2019, Staatsschauspiel Dresden
- Öl der Erde von Ella Hickson, Deutschsprachige Erstaufführung am 5. Juni 2021, Schauspiel Hannover
- Rausch nach dem Film von Thomas Vinterberg und Tobias Lindholm, für die Bühne bearbeitet von Thomas Vinterberg und Claus Flygare, Deutschsprachige Erstaufführung am 23. September 2023, Schauspiel Essen

### Inszenierungen, Oper (Auswahl)
- Orpheus in der Unterwelt von Jacques Offenbach, Premiere am 4. Dezember 2016, Staatstheater Stuttgart
- Lady Macbeth von Mzensk von Dmitri Schostakowitsch, Premiere am 10. September 2017, Theater Bremen
- Die tote Stadt von Erich Wolfgang Korngold, Musikalische Leitung: Yoel Gamzou, Bühnenbild: Martin Werthmann, Premiere am 12. Mai 2019, Theater Bremen

## Auszeichnungen
- 2003: Mülheimer Dramatikerpreis für zeit zu lieben zeit zu sterben
- 2004: Mülheimer Dramatikerpreis für we are camera/jasonmaterial
- 2005: Leipziger Theaterpreis[18]
- 2005: Lessing-Preis des Freistaates Sachsen
- 2007: Friedrich-Luft-Preis für Heaven (zu tristan)
- 2008: Else-Lasker-Schüler-Dramatikerpreis für das Gesamtwerk
- 2019: Ludwig-Mülheims-Theaterpreis an Fritz Kater[19]